# ガバル (タブリーズ郡)
ガバル、ないし、ガヴァル（Gavar、ないし、Gāvār、Gavār、さらにGiavar、Gyavar、Kavārとも、ペルシア語: گوار）は、イラン西部の東アーザルバーイジャーン州タブリーズ郡中央地区内の、メイダン・チャイ農村地区にある村。2006年の人口調査において、人口は175人、世帯数45であった。